# Associazione Calcio Legnano 1937-1938
Questa pagina raccoglie le informazioni riguardanti l'Associazione Calcio Legnano nelle competizioni ufficiali della stagione 1937-1938.

## Stagione

Angelo Cattaneo, al Legnano dal 1937 al 1938

Evitata per la seconda volta consecutiva la retrocessione in Prima Divisione regionale grazie nuovamente ad un ripescaggio dovuto all'aumento del numero delle squadre che avrebbero preso parte alla Serie C, il presidente Giulio Riva, per scongiurare altri piazzamenti rischiosi, corre ai ripari e rinforza la rosa con la conferma dei giocatori che si erano meglio distinti durante la stagione precedente e con l'arrivo di nuovi atleti di alto tasso tecnico. In particolare, giungono a Legnano i giovani attaccanti Angelo Cattaneo e Natale Cereda e alcuni atleti d'esperienza come il portiere Teresio Chiodi e i centrocampisti Luigi Ottolina e Bruno Foglia.
Il rendimento nella stagione 1937-38 è migliore di quello dei campionati precedenti, soprattutto in casa, con il Legnano che si piazza 6º in classifica nel girone B con 34 punti appaiato al Lecco, a 6 lunghezze dalle due capolista Fanfulla e Piacenza ed a 12 punti dall'Isotta Fraschini, cioè dalla prima delle retrocesse. Degno di nota sono la vittoria interna per 6 a 0 sulla Falck e il successo casalingo con la Pro Patria, che è salutato, dopo molto tempo, da un cospicuo afflusso di pubblico allo stadio. In Coppa Italia, il Legnano viene eliminato al primo turno dalla SIAI Marchetti di Sesto Calende.

## Divise
| Casa |

## Organigramma societario
Area direttiva
- Presidente: cav. ing. Giulio Riva

Area tecnica
- Allenatore: Enrico Crotti

## Rosa
| N. |                   | Ruolo | Calciatore          |
| -- | ----------------- | ----- | ------------------- |
|    | Italia (bandiera) | A     | Gino Albero         |
|    | Italia (bandiera) | D     | Antonio Baratelli   |
|    | Italia (bandiera) | P     | Franco Berrini      |
|    | Italia (bandiera) | D     | Mario Caprioli      |
|    | Italia (bandiera) | A     | Alessandro Castoldi |
|    | Italia (bandiera) | C     | Elio Castoldi       |
|    | Italia (bandiera) | A     | Angelo Cattaneo     |
|    | Italia (bandiera) | C     | Bruno Cempi         |
|    | Italia (bandiera) | A     | Natale Cereda       |
|    | Italia (bandiera) | P     | Teresio Chiodi      |
|    | Italia (bandiera) | D     | Mario Colombo       |
|    | Italia (bandiera) | A     | Michele Colombo     |
|    | Italia (bandiera) | D     | Vittorio Colombo    |

| N. |                   | Ruolo | Calciatore      |
| -- | ----------------- | ----- | --------------- |
|    | Italia (bandiera) | C     | Nado Crespi     |
|    | Italia (bandiera) | C     | Bruno Foglia    |
|    | Italia (bandiera) | C     | Antonio Fossati |
|    | Italia (bandiera) | C     | David Gatti     |
|    | Italia (bandiera) | C     | Bruno Grampa    |
|    | Italia (bandiera) | A     | Remo Leva       |
|    | Italia (bandiera) | C     | Pierino Luraghi |
|    | Italia (bandiera) | D     | Guido Morelli   |
|    | Italia (bandiera) | C     | Luigi Ottolina  |
|    | Italia (bandiera) | C     | Bruno Pedretti  |
|    | Italia (bandiera) | A     | Angelo Prandoni |
|    | Italia (bandiera) | A     | Riccardo Zanoni |

## Risultati

### Serie C (girone B)

#### Girone d'andata
| Arbitro: | Fuhrmann (Omegna) |

|                              |           |  |
| Zanoni 44’ Cattaneo 68’, 87’ | Marcatori |  |

| Arbitro: | Calvari (Milano) |

|                          |           |                  |
| Tedeschi I 2’ Minoia 13’ | Marcatori | 38’ (aut.) Magni |

| Arbitro: | Zilli (Reggio Emilia) |

|                                      |           |  |
| Ottolina 6’ Cattaneo 42’, 63’ (rig.) | Marcatori |  |

| Arbitro: | Leoni (Milano) |

|              |           |                 |
| Pasinelli 7’ | Marcatori | 85’ Prandoni II |

| Arbitro: | Rosso (Torino) |

|                                    |           |                                      |
| Cattaneo 6’, 25’ (rig.) Cereda 41’ | Marcatori | 44’ Barbini 54’ Godino 66’ Rigamonti |

| Arbitro: | Viarengo (Asti) |

|                          |           |            |
| Tremolada 34’ Fasoli 64’ | Marcatori | 25’ Foglia |

| Arbitro: | Reggiani (Brescia) |

|              |           |  |
| Cattaneo 42’ | Marcatori |  |

| Arbitro: | Osti (Ferrara) |

|                          |           |              |
| Melandri 6’ Rossetti 57’ | Marcatori | 76’ Cattaneo |

| Arbitro: | Quarantini (Mantova) |

|            |           |  |
| Zanoni 70’ | Marcatori |  |

| Arbitro: | Capitanio (Venezia) |

|                             |           |              |
| Longhi 54’, 59’ Schäfer 58’ | Marcatori | 71’ Castoldi |

| Arbitro: | Garotta (Milano) |

|            |           |               |
| Zanoni 71’ | Marcatori | 59’ Arienti I |

| Arbitro: | Caraglio (Vicenza) |

|  |           |                         |
|  | Marcatori | 59’ Cereda 87’ Cattaneo |

| Arbitro: | Brunetti (Alessandria) |

|                                                             |           |  |
| Cereda 12’ Prandoni II 42’ Cempi 55’ Cattaneo 60’, 76’, 80’ | Marcatori |  |

| Arbitro: | Macchi (Varese) |

|                |           |                |
| Prandoni II 8’ | Marcatori | 76’ E. Rivolta |

| Arbitro: | Savio (Torino) |

|                                     |           |  |
| Cattaneo 37’ (rig.) Colombo Ma. 69’ | Marcatori |  |

#### Girone di ritorno
| Arbitro: | Ferrari (Vicenza) |

|                         |           |                 |
| Biacca 7’ Barantani 66’ | Marcatori | 53’, 75’ Cereda |

| Arbitro: | Zavattaro (Casale Monferrato) |

|                        |           |  |
| Cereda 24’ Luraghi 85’ | Marcatori |  |

| Arbitro: | Forni (Trento) |

|                        |           |  |
| Dugnani 25’ Gelosa 36’ | Marcatori |  |

| Arbitro: | Bianchi (La Spezia) |

|                                           |           |               |
| Cattano 17’ (rig.) Cereda 34’ Luraghi 49’ | Marcatori | 60’ Pasinelli |

| Arbitro: | Viarengo (Asti) |

|              |           |            |
| Tagliani 73’ | Marcatori | 89’ Cereda |

| Arbitro: | Moretti (Genova) |

|            |           |  |
| Cereda 18’ | Marcatori |  |

| Arbitro: | Masini (Genova) |

|                 |           |                 |
| Buttini 5’, 78’ | Marcatori | 17’, 55’ Cereda |

| Arbitro: | Capitanio (Venezia) |

|                            |           |  |
| Cereda 23’ Prandoni II 80’ | Marcatori |  |

| Arbitro: | Bertone (Torino) |

|                                   |           |  |
| Ravani 38’ Colombo Mi. 60’ (aut.) | Marcatori |  |

| Arbitro: | Galeati (Bologna) |

|                         |           |             |
| Zanoni 60’ Cattaneo 85’ | Marcatori | 68’ Carelli |

| Seregno 10 aprile 1938 26ª giornata | Seregno            | 0 – 0 | Legnano | Stadio Ferruccio Trabattoni\| Arbitro: \| Gnocchini (Ancona) \| |
| Arbitro:                            | Gnocchini (Ancona) |       |         |                                                                 |

| Arbitro: | Milanone Ridor (Biella) |

|  |           |              |
|  | Marcatori | 51’ Bonsanto |

| Arbitro: | Albanese (Taranto) |

|                                          |           |            |
| Caprioli 13’ (aut.) Colombo (F) 27’, 55’ | Marcatori | 90’ Cereda |

| Arbitro: | Zeni (Casalpusterlengo) |

|                                 |           |  |
| Cereda 54’ Sallustio 86’ (aut.) | Marcatori |  |

| Arbitro: | Mantovani (Ferrara) |

|                          |           |           |
| Buschini 68’ Borsani 75’ | Marcatori | 6’ Albero |

### Coppa Italia

#### Primo turno eliminatorio
| Arbitro: | Gardenghi (Brescia) |

|              |           |                     |
| Cattaneo 11’ | Marcatori | 2’ Zani 76’ Gallese |

## Statistiche

### Statistiche di squadra
| Competizione | Punti | Totale | Totale | Totale | Totale | Totale | Totale | DR  |
| Competizione | Punti | G      | V      | N      | P      | Gf     | Gs     | DR  |
| ------------ | ----- | ------ | ------ | ------ | ------ | ------ | ------ | --- |
| Serie C      | 34    | 30     | 13     | 8      | 9      | 47     | 32     | +15 |
| Coppa Italia | -     | 1      | 0      | 0      | 1      | 1      | 2      | -1  |

### Statistiche dei giocatori
| Giocatore        | Serie C  | Serie C | Coppa Italia | Coppa Italia | Totale   | Totale |
| Giocatore        | Presenze | Reti    | Presenze     | Reti         | Presenze | Reti   |
| ---------------- | -------- | ------- | ------------ | ------------ | -------- | ------ |
| G. Albero        | 1        | 1       | 0            | 0            | 1        | 1      |
| A. Baratelli     | 2        | 0       | 0            | 0            | 2        | 0      |
| M. Caprioli      | 30       | 0       | 1            | 0            | 31       | 0      |
| E. Castoldi      | 10       | 1       | 0            | 0            | 10       | 1      |
| A. Cattaneo      | 29       | 16      | 1            | 1            | 30       | 17     |
| B. Cempi         | 21       | 1       | 0            | 0            | 21       | 1      |
| N. Cereda        | 22       | 13      | 1            | 0            | 23       | 13     |
| T. Chiodi        | 30       | 0       | 1            | 0            | 31       | 0      |
| Ma. Colombo      | 30       | 1       | 1            | 0            | 31       | 1      |
| Mi. Colombo      | 3        | 0       | 0            | 0            | 3        | 0      |
| V. Colombo       | 25       | 0       | 1            | 0            | 26       | 0      |
| N. Crespi        | 3        | 0       | 0            | 0            | 3        | 0      |
| B. Foglia        | 14       | 1       | 1            | 0            | 15       | 1      |
| A. Fossati       | 3        | 0       | 0            | 0            | 3        | 0      |
| D. Gatti         | 1        | 0       | 0            | 0            | 1        | 0      |
| B. Grampa        | 3        | 0       | 0            | 0            | 3        | 0      |
| R. Leva          | 1        | 0       | 0            | 0            | 1        | 0      |
| P. Luraghi       | 20       | 2       | 1            | 0            | 21       | 2      |
| G. Morelli       | 27       | 0       | 1            | 0            | 28       | 0      |
| L. Ottolina      | 10       | 1       | 0            | 0            | 10       | 1      |
| A. Prandoni (II) | 25       | 4       | 1            | 0            | 26       | 4      |
| R. Zanoni        | 20       | 4       | 0            | 0            | 20       | 4      |